# Bârseștii de Jos, Teleorman
Bârseștii de Jos este un sat în comuna Beciu din județul Teleorman, Muntenia, România. Se află în partea de vest a județului,  în Câmpia Găvanu-Burdea. La recensământul din 2002 avea o populație de 167 locuitori.